# Ville vice-préfecture
Les villes vice-préfectures (副地級市) sont une division administrative en république populaire de Chine. Elles sont officiellement situées au même niveau que les villes-districts, mais elles ont de facto un plus grand pouvoir, toutefois inférieur à celui des villes-préfectures.
Alors que les villes-districts dépendent du niveau préfecture, les villes vice-préfectures sont souvent administrées directement par la province, sans intervention du niveau préfectoral.
Les villes suivantes appartiennent à cette catégorie : Jiyuan (province du Henan), Xiantao, Qianjiang et Tianmen (Hubei), Golmud (Qinghai), Manzhouli (Mongolie-Intérieure), Shihanza, Tumushuke, Aral et Wujiaqu (Xinjiang).